# リーバイス・スタジアム
リーバイス・スタジアム（Levi's Stadium）は、アメリカ合衆国カリフォルニア州サンタクララにある多目的スタジアムである。NFLのサンフランシスコ・フォーティナイナーズが2014年から本拠地として使用している。スタジアムはサンフランシスコの南約40マイル（64キロ）の場所に位置し、2013年に命名権を購入したリーバイ・ストラウス＆カンパニーにちなんで命名された。
2006年時点では、49ersは当時の本拠地であるキャンドルスティック・パークの跡地であるサンフランシスコのキャンドルスティック・ポイントに新スタジアムの建設を提案していた。このプロジェクトには、小売スペースや住宅の改善計画が含まれており、近隣の荒廃気味であるハンターズポイント地域に大きな利益をもたらすと主張されていた。しかし、サンフランシスコ市との交渉が決裂し、49ersは代わりにサンタクララに構えていた管理事務所とトレーニング施設に隣接する用地に注目することとなった。
2010年6月、サンタクララの有権者は、新スタジアムを建設し所有するためのサンタクララ・スタジアム・オーソリティ社の設立と、市がオーソリティ社に土地をリースすることを承認。 2011年12月に個人投資家から調達した建設ローンが確保され、2012年4月の着工が可能となった。
2014年から、アレジアント・スタジアムに移転する2019年まで、カレッジフットボールのパシフィック12カンファレンスチャンピオンシップゲームの会場であった。

## 概要
建設は2012年4月19日に始まり、2014年7月17日に完成・開場。命名権は、大手ジーンズ会社リーバイスが20年契約・総額2億2030万ドルで取得した。
2013年5月、2016年2月に開催される第50回スーパーボウルの会場に決まり、また2015年に行なわれるWWE最大のイベントレッスルマニア31の開催地として決まった。2019年には全米大学アメフト優勝戦が開催されている。
こけら落としは、2014年8月2日のメジャーリーグサッカー（MLS）、サンノゼ・アースクエイクス対シアトル・サウンダーズFC戦で、サンノゼが1-0で勝利した。フォーティナイナーズの初戦は、8月17日のデンバー・ブロンコス戦（プレシーズンマッチ）になり、34-0で勝利。NFL公式戦は、9月14日のシカゴ・ベアーズ戦（サンデーナイトフットボール）になり、28-20でベアーズが勝利した。
2015年2月21日にはNHLのスタジアムシリーズサンノゼ・シャークス対ロサンゼルス・キングスの試合が行われ、2-1でシャークスが勝利した。
2015年3月29日には、北カリフォルニア初となるWWEのレッスルマニア31が開催された。
2016年2月7日に第50回スーパーボウルのデンバー・ブロンコス対カロライナ・パンサーズ戦が行われ、24-10でブロンコスが勝利した。この試合では、国歌独唱をレディ・ガガ、ハーフタイムショーをコールドプレイをメインにブルーノ・マーズ、ビヨンセも参加する節目の大会にふさわしいものとなった。
2021年、カリフォルニア州最大の新型コロナウィルスワクチンの接種会場として使用された。
2026年に開催される2026 FIFAワールドカップの会場として使用される予定である。なお、大会期間中は施設命名権行使禁止規定が適用されるため、一時的に「サンフランシスコ・ベイエリアスタジアム」の名称を使用する。

## 主な試合

### スーパーボウル
| 年度 | 試合                 | 日程         | AFCチーム            | スコア  | NFCチーム              | 観客動員数 |
| ---- | -------------------- | ------------ | -------------------- | ------- | ---------------------- | ---------- |
| 2015 | 第50回スーパーボウル | 2016年2月7日 | デンバー・ブロンコス | 24 - 10 | カロライナ・パンサーズ | 71,088     |